# Angy Palumbo
Angelo "Angy" Palumbo, död i oktober 1960, var en italiensk musiker, kompositör och musiklärare, huvudsakligen verksam i London.

## Som musiker och lärare
Palumbo var specialist på olika stränginstrument, och hans annonser i branschtidningen B.M.G. visar att han gav lektioner i såväl gitarr-, banjo- och mandolin- som fiolspel. Som musiker verkade han själv på ett flertal av dessa instrument i gruppen "Troise and his Mandoliers", ledd av en annan italiensk emigrant, Pasqual Troise (1895-1957). Orkestern framträdde bland annat regelbundet i radio och medverkade i minst två filmer under 1930- och 1940-talen.
Den brittisk-amerikanske banjoisten John A. Sloan (född 1923), vilken som ung var elev till Palumbo, har vittnat om vilken utomordentlig men även temperamentsfull musiker denne var. Han har även berättat att Palumbo var handikappad genom att hans ena ben var flera centimeter kortare än det andra. Sloan bedömde att Palumbo i mitten på 1930-talet bör ha varit i 55-årsåldern. Enligt Sloan hade Palumbo fru och en dotter och var, enligt egen uppgift, kusin till Pasqual Triose. Palumbo gav sina lektioner på Navarino Road i Londonstadsdelen Hackney.

## Som kompositör
Under sin karriär komponerade Palumbo ett flertal musikstycken, av vilka vissa fått särskilt stor spridning genom olika medier. För en svensk publik är hans 6/8 marschkomposition It's up to you (text: Arthur Beale) från 1940 känd som filmmusik från två av filmerna om privatdetektiven Hillman 1958 och 1959.
En komposition av Palumbo som i modern tid spelats in på skiva är Petite bolero for mandolin & guitar vilken ingår på CD:n Captain Corelli's Mandolin and the Latin Trilogy - Music from the Novels of Louis de Bernières.
John A. Sloane omnämner utöver ovanstående verk ytterligare en Palumbokomposition kallade Hillderino, och British Library förtecknar följande ytterligare stycken av Palumbo:
- Take it easy (1939)
- Segoviana (1939)
- Penelope (1965)
- Marcietta Espagnol (1965)
- Party waltz (1966)
- Lazy moments (1967)
- Carminetta (1967)

De fem titlarna från 1960-talet betecknas alla som "plectrum guitar solo".

## Filmmusik i urval
- 1959 – Ryttare i blått
- 1958 – Mannekäng i rött

## Huvudkällor
- Sven Bjerstedt: "Angy Palumbo - The pen name that was real" i B.M.G. (vinternumret 2009)
- Emma Bartholomew: "Searching for memories of the man with the mandolin" i Hackney Gazeette 2009-11-19, sidan 24.